# ETRS89
ETRS89 (ang. European Terrestrial Reference System 1989) – geodezyjny, europejski ziemski system odniesienia przyjęty rezolucją nr 7. na XVII Zgromadzeniu Generalnym Międzynarodowej Unii Geodezji i Geofizyki w Canberze w 1979 roku, a zatwierdzony rezolucją nr 1. na zgromadzeniu podkomisji EUREF (IAG Reference Frame Sub-Commission for Europe) we Florencji w 1990 roku jako identyczny z Międzynarodowym Ziemskim Systemem Odniesienia (ITRS, International Terrestrial
Reference System) na epokę 1989.